# Гражданские партнёрства в Великобритании
Британский закон о зарегистрированных гражданских партнёрствах (англ. Civil Partnership Act 2004) предоставляет в Великобритании возможность двум лицам одного пола заключить зарегистрированное гражданское партнёрство. Закон был принят 18 ноября 2004 года, но в связи с необходимостью провести административные изменения вступил в силу только 5 декабря 2005 года. Гомосексуальные пары, вступившие в партнёрство, имеют равные права и обязанности с обычными браками, в том числе они имеют право на усыновление детей. С 2019 года в Англии и Уэльсе гетеросексуальные пары также могут заключать гражданские партнёрства.
Заключение гражданских партнёрств доступно на военных базах острова Кипр Акротири и Декелия с 7 декабря 2005 года. С 6 апреля 2011 года заключение гражданских партнёрств доступно также на Острове Мэн. В 2016 году разнополые пары получили доступ к гражданским партнёрствам. В Джерси гражданские партнёрства заключаются с апреля 2012 года. С марта 2014 года в Гибралтаре гражданские партнёрства доступны как для гомосексуальных, так и для гетеросексуальных пар. 29 апреля 2017 года на Фолклендских островах вступил в силу закон об однополых браках и гражданских партнёрствах, которые доступны для однополых и разнополых пар.

## История вопроса
Уже с 2001 года в четырёх городах Великобритании — Лондоне, Брайтоне, Манчестере и Ливерпуле — уже были введены гражданские партнёрства на уровне городских законодательных актов. Эти союзы признавались только властями данных городов.

## Отличия от брака
Гражданские партнёрства имеют только два небольших отличия от обычных браков:
- гражданское партнёрство не может быть заключено в церкви, а может лишь заключаться в гражданском учреждении (главным образом, в мэрии или городском совете)[12];
- гражданское партнёрство в Англии, Уэльсе и Северной Ирландии может быть заключено между лицами старше 18 лет (с 16 лет при согласии родителей), а в Шотландии — с 16 лет.

## Статистика
В Северной Ирландии первые пары заключили партнёрства 19 декабря 2005 года, в Шотландии — 20 декабря, в Англии и Уэльсе — 21 декабря. В числе первых 21 декабря гражданское партнёрство заключил и знаменитый английский певец Элтон Джон.
В период с декабря 2005 года по конец декабря 2006 года в гражданское партнёрство вступили 18059 пар, в 2007 году — 8728 пар, в 2008 году — 7169 пар и в 2009 году — 6281 пар.
По состоянию на конец 2010 года, отношения оформили около 40 тысяч однополых пар. Средний возраст партнёров составлял 41,2 года для мужчин и 38,9 для женщин.
| Число зарегистрированных партнёрств в Англии и Уэльсе (2010—2018) 1000 2000 3000 4000 2010 2011 2012 2013 2014 2015 2016 2017 2018 - мужские пары - женские пары |

## Движение за равноправие
В 2010 году группа активистов начала борьбу за равноправие разнополых и однополых пар перед законом. Цель группы — разрешить гомосексуальным парам заключение брака, а гетеросексуальным парам — регистрацию партнёрств.
В декабре 2010 года министры британского коалиционного правительства провели встречу, на которой обсуждался вопрос реформы законодательства, которая даст возможность однополым парам вступать в брак.
Однополые браки Англия и Уэльс узаконили в 2013 году, а Шотландия — в 2014. Однако разнополые гражданские партнёрства не были узаконены. В 2014 году разнополая пара, отвергающая традиционный брак, так как, по их мнению, брак является сексистским и патриархальным институтом, обратилась в суд с требованием разрешить разнополым парам вступать в гражданские партнёрства. В феврале 2017 года суд решил дать время правительству для рассмотрения этого вопроса. В 2018 году Верховный суд объявил дискриминационным запрет на заключение гражданских партнёрств гетеросексуальными парами. Закон, разрешающий разнополым парам вступать в гражданские партнёрства, был принят парламентом 15 марта 2019 года и вступил в силу 26 мая того же года. Закон распространяется только на Англию и Уэльс.
В Северной Ирландии однополые браки и разнополые гражданские партнёрства заключаются с 2020 года.

## Церковное благословение однополых союзов
Церковное благословение однополых союзов не разрешается. Правительство отвергло планы разрешить их в случае легализации однополых браков.
В то же время, например, английские квакеры благословляют однополые союзы уже с лета 2009 года.